# Liste der Kulturdenkmäler in Lambertsberg
In der Liste der Kulturdenkmäler in Lambertsberg sind alle Kulturdenkmäler der rheinland-pfälzischen Ortsgemeinde Lambertsberg aufgeführt. Grundlage ist die Denkmalliste des Landes Rheinland-Pfalz (Stand: 27. Juni 2022).

## Einzeldenkmäler
| Bezeichnung                         | Lage               | Baujahr                  | Beschreibung | Bild            |
| ----------------------------------- | ------------------ | ------------------------ | --- | --------------- |
| Wegekreuz                           | Hauptstraße Lage   | 1847                     | Sockelkreuz, bezeichnet 1847 | Fotos hochladen |
| Katholische Pfarrkirche St. Lambert | Kirchstraße 2 Lage | 15. oder 16. Jahrhundert | spätgotischer zweischiffiger Bau, querhausartige Anbauten und Sakristei 1954/55, viergeschossiger Turm 18. Jahrhundert, südseitig wohl noch spätgotische Halle | Fotos hochladen |